# Paul Daniel Longolius
Paul Daniel Longolius (* 1. November 1704 in Kesselsdorf bei Dresden; † 24. Februar 1779 in Hof) war ein deutscher Philologe, Historiker und Enzyklopädist.

## Herkunft
Seine Eltern waren der Pfarrer Johann Daniel Longolius (1671–1734) und dessen Ehefrau Johanna Magdalena Kölbel.

## Leben

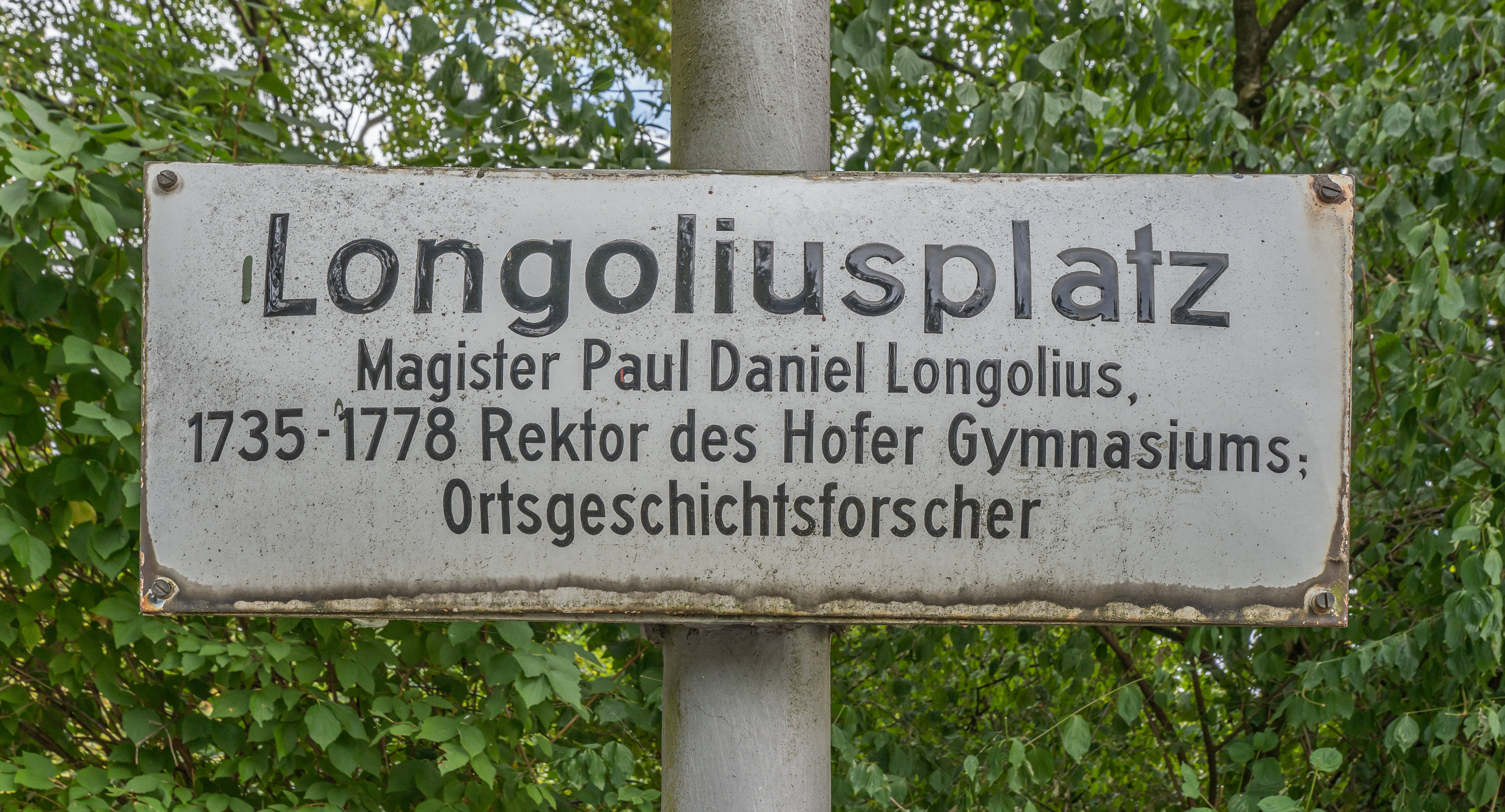
Schild zum Andenken des Longolius

Longolius bekam zunächst Privatunterricht und kam dann auf die Dresdner Kreuzschule. Im Jahr 1724 immatrikulierte er an der Universität Leipzig, wurde dort am 12. Februar 1728 zugleich Baccalaureus und Magister der philosophischen Fakultät. Er plante eine akademische Laufbahn und bat im Winter 1733/34 um die Aufnahme als Professor in die philosophische Fakultät, ehe er aber aufgenommen wurde, erhielt er 1735 einen Ruf als Rektor an das Gymnasiums in Hof, wo er bis zu seinem Tod blieb. Er schrieb in dieser Zeit eine große Zahl von Abhandlungen zur Geschichte von Hof und Umgebung. Sein Nachfolger als Rektor wurde Georg Wilhelm Kirsch. Er hatte unbeschränkten Zugriff auf die Archive in Ansbach (ab 1761) und auf der Plassenburg (ab 1747), um die Erforschung der Geschichte der brandenburg-kulmbachischen Lande voranzubringen. Ergebnis war das Werk: Sichere Nachrichten von Brandenburg-Culmbach das in zehn Teilen herausgegeben wurde (Hof 1751–1762). Ferner war er ein Wetterbeobachter und machte zwischen 1757 und 1778 kontinuierlich meteorologische Aufzeichnungen.
Er war Mitglied zahlreicher wissenschaftlicher Gesellschaften:
- 1749 Lateinischen Gesellschaft zu Jena
- 1759 Kaiserlichen Franciscischen Akademie der freien Künste zu Augsburg
- 1762 Deutschen Gesellschaft zu Altdorf
- 1764 auswärtiges Mitglied der Kurbayerischen Akademie der Wissenschaften.

Seine umfangreiche Bibliothek von 4000 Bänden vermachte er dem Gymnasium gegen eine jährliche Zahlung von 120 Talern, was aber nicht bezahlt werden konnte. So kam die Sammlung letztlich an den Buchhändler Kammerer in Erlangen.
Longolius studierte gemeinsam mit Carl Günther Ludovici. Er war Hauptredakteur der Bände 3 bis 18 von Zedlers Grossem vollständigen Universal-Lexicon Aller Wissenschafften und Künste von 1733 bis 1739. Zedler hatte finanzielle Schwierigkeiten und so kam es 1738 zum Eklat, als Longolius die Bände 17 und 18 dem Drucker Johann Ernst Schultze verkaufte, der daraufhin ein Konkurrenzprodukt auf den Markt brachte.
Sein Nachfolger als Hauptredakteur war Carl Günther Ludovici.

Ansicht des Longoliusplatzes

In Hof ist der Longoliusplatz nach ihm benannt.

## Familie
Longolius heiratete im Jahr 1735 Erdmutha Dorothea Baumgärtner († 1736), die Tochter des geheimen Kammersekretärs Christian Baumgärtner. Sie starb im Kindbett bei der Geburt des Sohnes Friedrich Carl Daniel (1736–1746). Nach ihrem Tod heiratete er 1737 Elisabeth Susanna Herold, eine Tochter des Archidiakons Georg David Herold aus Hof. Das Paar hatte eine Tochter, die 1739 jung verstarb sowie Johanna Sophie Elisabeth (* 1741), diese heiratete am 14. Oktober 1762 Matthäus Erdmann Nürmberger.

## Schriften (Auswahl)
- Sichere Nachrichten von Brandenburg-Culmbach. Hof 1751–1762 (10 Teile)
- Der widrige Einfluß der Höfischen Brände. Faksimile-Druck nach der Originalausgabe von 1744–1746 mit einer Einführung von Fred Händel. Nordoberfränkischer Verein für Natur-, Geschichts- und Landeskunde e. V. Hof 1991. ISBN 3-928626-21-3.